# Elfi Eschke
Elfi Eschke (* 8. Dezember 1951 in Bremen) ist eine deutsch-österreichische Schauspielerin.

## Biografie

### Familie und Ausbildung
Eschke ist die Tochter eines Malermeisters aus Bremen. Schon früh wollte sie als Schauspielerin zum Theater oder Film. Nach dem Schulabschluss besuchte sie die Hochschule für Musik und Theater Hamburg und arbeitete unter anderem als Büroangestellte, Kellnerin oder Schuhverkäuferin. Sie bekam während ihrer Studienzeit ein Engagement am Theater Bonn.
Elfi Eschke ist die Witwe von Reinhard Schwabenitzky, der zwei Kinder aus erster Ehe hatte. Beide übersiedelten in den 1980ern in die Nähe von Salzburg. 1996 kam der gemeinsame Sohn Lucas zur Welt. 2003 übernahm das Paar das Gasthaus Itzlinger-Hof in Salzburg, das es 2016 veräußerte. Im März 2014 wurde Eschke österreichische Staatsbürgerin.

### Schauspielerin
Nach dem Hochschulabschluss begann Eschkes Weg durch die Provinz. Das Stadttheater Pforzheim war ihr erster Kulturschock oder besser: Berufsschock. Danach wurde sie vom Theater Baden-Baden engagiert. Beim dortigen Fernsehsender des Südwestfunks (SWF) interpretierte sie erste kleine Fernsehrollen und viele Hörspiele und war auch bald eine beliebte Hörspielsprecherin.
Der Film- und Fernsehregisseur Schwabenitzky machte Probeaufnahmen mit ihr. Weil sie zu jung für die vorgesehene Rolle war, kam es zunächst zu keiner Besetzung. Dennoch entschied sie sich für eine Film- und Fernsehkarriere und schlug Theaterangebote vom Theater Basel und Schauspielhaus Zürich aus. Sie zog nach München und hatte bald ihre erste Rolle. Schwabenitzky, der Eschke nicht aus den Augen verloren hatte, besetzte sie 1980 für eine Hauptrolle seiner Fernsehserie Tour de Ruhr. Die Produktion wurde ein großer Erfolg, und Schwabenitzky engagierte sie für weitere Projekte wie die Fernsehserie Büro, Büro (1982), in der sie die Schreibkraft Gaby Neuhammer spielte. Damit begann eine langjährige, erfolgreiche Zusammenarbeit und Partnerschaft mit dem Regisseur, während der zahlreiche Fernsehserien, Fernsehspiele, Theaterproduktionen und Kinofilme entstanden. 

## Filmografie
- 1981: Tour de Ruhr – Fernsehserie
- 1982–1986: Büro, Büro – Fernsehserie
- 1983: Die 5. Jahreszeit – Fernsehserie
- 1984: Didi – Der Doppelgänger – Kinofilm
- 1984: Engel auf Rädern – Fernsehserie
- 1985: Die Krimistunde (Fernsehserie, Folge 18, Episode: „Ein Toter zuviel“)
- 1986: Die Schloßherren – Fernsehserie
- 1986: Tatort: Die Macht des Schicksals
- 1987: Tatort: Gegenspieler
- 1987: Cop & Co – Fernsehserie
- 1987: Reschkes großer Dreh – Fernsehserie
- 1988: Eis am Stiel 8 – Summertime Blues (Summertime Blues: Lemon Popsicle VIII)
- 1988: Didi – Der Experte – Kinofilm
- 1988: Und ewig ruft St. Alpi – TV-Satire
- 1988: Der schwarze Obelisk – Fernsehfilm
- 1990: In Zeiten wie diesen – TV-Reihe
- 1991: Ilona und Kurti – Kinofilm
- 1992–1994: Kaisermühlen Blues – Fernsehserie
- 1993: Verlassen Sie bitte Ihren Mann – Kinofilm
- 1995: Ein fast perfekter Seitensprung – Kinofilm
- 1996: Hannah – Kinofilm
- 1997: Eine fast perfekte Scheidung – Kinofilm
- 1999: Eine fast perfekte Hochzeit – Kinofilm
- 2001: 3 Frauen, 1 Plan und die ganz große Kohle – Fernsehfilm
- 2001: She, Me and Her (deutsche Fassung: Meine Schwester, das Biest) – Kinofilm
- 2002: Zwei Väter einer Tochter – Kinofilm
- 2003: Frechheit siegt – Fernsehfilm
- 2004: Gefühl ist alles – Fernsehfilm
- 2005: Schön, dass es dich gibt – Fernsehfilm
- 2005: Conny und die verschwundene Ehefrau – Fernsehfilm
- 2006–2011: Oben ohne – Fernsehserie
- 2009: Du heilige Nacht (Weihnachtsspecial aus Oben ohne) – Fernsehfilm
- 2010: Furcht und Zittern – Kinofilm
- 2010: Eine Couch für alle – Fernsehserie
- 2010: Die türkische Braut (Special aus Oben ohne) – Fernsehfilm
- 2010: Die Hüttenwirtin – Fernsehfilm
- 2016: Geschichten von der Donau – Fernsehfilm

## Theater
- 2003: Acht Frauen – Theater in der Josefstadt Wien (Wiener Kammerspiele)
- 2006–2007: Die Kaktusblüte – Theater in der Josefstadt Wien (Wiener Kammerspiele)